# Śródbłonek

Przekrój przez tętnicę. Komórki śródbłonka podpisane endothelial cells.

Śródbłonek (łac. endothelium) – wysoce wyspecjalizowana wyściółka naczyń krwionośnych i limfatycznych, utworzona z jednej warstwy płaskich komórek o niewielkim jądrze. W naczyniach krwionośnych komórki śródbłonka (endoteliocyty) są z sobą dość ściśle połączone przy pomocy obwódek zamykających, spoczywają na kolagenowej błonie podstawnej, tworząc wraz z nią błonę wewnętrzną, będącą wewnętrzną warstwą tych naczyń (stanowią barierę między krwią i mięśniami gładkimi). Śródbłonki naczyń chłonnych leżą na nieciągłej błonie podstawnej i mają znacznie luźniejszą strukturę (są przepuszczalne nawet dla dużych cząsteczek chemicznych). 
Środbłonki naczyń krwionośnych są komórkami aktywnymi fizjologicznie, biorą udział w aktywnym transporcie substancji chemicznych (pinocytoza) oraz wydzielają szereg substancji aktywnych biologicznie. Do najważniejszych należą:
- prostacyklina – rozszerza naczynia, hamuje agregację płytek krwi
- tlenek azotu – rozszerza naczynia, hamuje agregację płytek krwi
- czynnik VIII krzepnięcia von Willebranda – pobudza agregację płytek krwi
- trombomodulina – hamuje krzepnięcie krwi
- selektyna P (zawarta w ciałkach Weibela-Pallade) – aktywuje przyleganie granulocytów obojętnochłonnych.

Aktywacja komórek śródbłonka następuje pod wpływem licznych bodźców, między innymi czynników zapaleniotwórczych, zmian ciśnienia krwi, spadku stężenia tlenu.
Śródbłonki są tradycyjnie, choć nie w pełni ściśle, zaliczane do nabłonków płaskich jednowarstwowych – w odróżnieniu do innych nabłonków pochodzenia endo- lub ektodermalnego, śródbłonek ma pochodzenie mezenchymalne i nie wykazuje ekspresji większości cytokeratyn (białek cytoplazmatycznych charakterystycznych dla nabłonków).
Śródbłonek naczyń spełnia wiele ważnych biologicznych funkcji:
- wazokonstrykcja i wazodylatacja, a co za tym idzie, wpływ na regulację ciśnienia tętniczego i ukrwienie tkanek
- krzepnięcie krwi (hemostaza i fibrynoliza)
- angiogeneza
- reakcje zapalne i powstawanie obrzęków
- wpływ na migrację leukocytów z i do tkanek

Szczególną rolę filtracyjną śródbłonek odgrywa w nerkach (kłębuszek nerkowy) i mózgu (bariera krew-mózg).

## Śródbłonek w stanach patologii
Dysfunkcja śródbłonka jest cechą charakterystyczną wielu chorób naczyniowych i często prowadzi do miażdżycy. Jest ona bardzo częsta w źle leczonej cukrzycy czy też nadciśnieniu tętniczym. Jednym z głównych zaburzeń w przebiegu dysfunkcji śródbłonka  jest zmniejszenie produkcji tlenków azotu (NO, EDRF)